# العلاقات المغربية البيلاروسية
العلاقات المغربية البيلاروسية هي العلاقات الثنائية التي تجمع بين المغرب وروسيا البيضاء.

## مقارنة بين البلدين
هذه مقارنة عامة ومرجعية للدولتين:
| وجه المقارنة                                              | المغرب                                 | روسيا البيضاء                    |
| --------------------------------------------------------- | -------------------------------------- | -------------------------------- |
| المساحة (كم2)                                             | 710.85 ألف                             | 207.60 ألف                       |
| عدد السكان (نسمة)                                         | 36.07 مليون                            | 9.50 مليون                       |
| الكثافة السكانية (ن./كم²)                                 | 50.74                                  | 45.76                            |
| العاصمة                                                   | الرباط                                 | مينسك                            |
| اللغة الرسمية                                             | اللغة العربية، أمازيغية معيارية مغربية | اللغة البيلاروسية، اللغة الروسية |
| العملة                                                    | درهم مغربي                             | روبل بلاروسي                     |
| الناتج المحلي الإجمالي (بليون دولار)                      | 109.14 مليار                           | 54.44 مليار                      |
| الناتج المحلي الإجمالي (تعادل القوة الشرائية) بليون دولار | 274.06 مليار                           | 168.35 مليار                     |
| الناتج المحلي الإجمالي الاسمي للفرد دولار أمريكي          | 2.88 ألف                               | 5.74 ألف                         |
| الناتج المحلي الإجمالي للفرد دولار أمريكي                 | 7.49 ألف                               | 18.18 ألف                        |
| مؤشر التنمية البشرية                                      | 0.628                                  | 0.798                            |
| رمز المكالمات الدولي                                      | +212                                   | +375                             |
| رمز الإنترنت                                              | .ma                                    | .by، .бел                        |
| المنطقة الزمنية                                           | ت ع م+01:00                            | ت ع م+03:00                      |

## منظمات دولية مشتركة
يشترك البلدان في عضوية مجموعة من المنظمات الدولية، منها:
| علم المنظمة | اسم المنظمة                               | تاريخ انضمام المغرب | تاريخ انضمام روسيا البيضاء |
| ----------- | ----------------------------------------- | ------------------- | -------------------------- |
|             | مؤسسة التمويل الدولية                     | 30 أغسطس 1962       | 2 نوفمبر 1992              |
|             | منظمة حظر الأسلحة الكيميائية              | ?                   | ?                          |
|             | الأمم المتحدة                             | 12 نوفمبر 1956      | 24 أكتوبر 1945             |
|             | الاتحاد الدولي للاتصالات                  | 1 نوفمبر 1956       | 7 مايو 1947                |
|             | منظمة الشرطة الجنائية الدولية             | ?                   | ?                          |
|             | البنك الدولي للإنشاء والتعمير             | 25 أبريل 1958       | 10 يوليو 1992              |
|             | الاتحاد البريدي العالمي                   | ?                   | ?                          |
|             | المركز الدولي لتسوية المنازعات الاستشارية | 10 يونيو 1967       | 9 أغسطس 1992               |
|             | وكالة ضمان الاستثمار متعدد الأطراف        | 17 سبتمبر 1992      | 3 ديسمبر 1992              |
|             | يونسكو                                    | 7 نوفمبر 1956       | 12 مايو 1954               |

## وصلات خارجية
- موقع وزارة الخارجية المغربية
- موقع وزارة الخارجية البيلاروسية